# Vleugelkoorde

dwarsdoorsnede van een vleugelprofiel

De vleugelkoorde (Eng: Chord) of simpelweg koorde van een vleugelprofiel is de lijn die het voorste punt van het profiel verbindt met het achterste punt van het profiel.

## Naamgeving
| België: Nederlands | Frans          | Engels        |
| ------------------ | -------------- | ------------- |
| Aanvalsboord       | Bord d'attaque | Leading edge  |
| Vluchtboord        | Bord de fuite  | Trailing edge |
| Koorde             | Corde          | Chord         |

- Noot: de termen "aanvalsboord" en "vluchtboord" zijn termen die in Nederland niet gebruikt worden, in Nederland gebruikt men de Engelse terminologie.